# Senador (cônsul em 436)

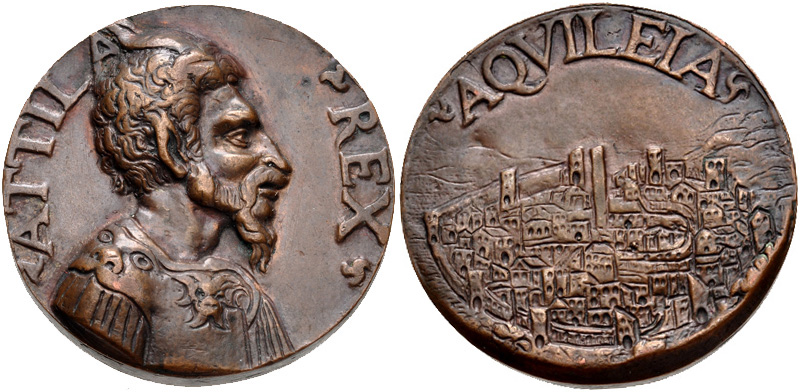
Medalha do século XVII retratando r.

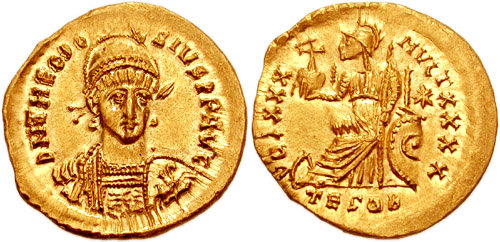
Soldo do imperador r.

Flávio Senador (em latim: Flavius Senator; fl. 436-449) foi um político bizantino do século V, ativo durante o reinado do imperador Teodósio II (r. 408–450). É conhecido como fundador da Igreja de São Miguel Arcanjo em Constantinopla, por suas embaixadas a Átila, o Huno e por ter doado à Igreja de Edessa, em 437/438, uma mesa de prata.

## Vida
Senador aparece pela primeira vez em 434, quando realizou uma viagem à Eufratense. Em 436, foi nomeado, junto de Antêmio Isidoro, ao posto cônsul posterior do Oriente. Após 436, realizou uma embaixada, por ordem do imperador Teodósio II (r. 408–450), a Átila, o Huno (r. 434–453), possivelmente em 442/443, ou seja, depois de Átila voltar a pressionar os romanos em 441 e antes da paz alcançada por Anatólio em 443. Segundo o que as fontes relatam, a expedição ocorreu por mar, tendo chegado até Odesso; nada mais foi preservado acerca deste evento. Em 449, Átila afirmou que aceitaria como emissários apenas Senador, Anatólio e Nomo.
Em data desconhecida, fundou a Igreja de São Miguel Arcanjo em Constantinopla e em 437/438 doou à Igreja de Edessa uma mesa uma mesa de prata de ca. 327 quilos.[a] Entre 446/447-451, Senador foi nomeado patrício. Em 446/447, recebeu uma carta de Teodoreto na qual se solicitava que Senador aliviasse a cidade de Cirro da alta tributação imposta doze anos antes, quando viajou à Eufratense. Em outra carta, possivelmente de novembro de 448, pede-se que ouça gentilmente a delegação de bispos que estava em Constantinopla em nome de Teodoreto. Em 14 de abril de 449, Senador foi nomeado entre os altos dignitários seculares em aclamações em Edessa. Em 451, esteve presente em várias seções do Concílio da Calcedônia (8, 10, 17 e 25 de outubro).